# 沙漠鬣蜥
沙漠鬣蜥（學名：Dipsosaurus dorsalis）是沙鬣蜥屬（Dipsosaurus）下唯一一種生物，常見于索諾蘭沙漠及莫哈韋沙漠，在加利福尼亞灣的幾個島嶼上也有分佈。

## 分類
沙漠鬣蜥最初是由斯賓塞·富勒頓·貝爾德及Charles Frédéric Girard於1853年所描述，並分類在環頸蜥屬中。後來艾德華·哈洛威（Edward Hallowell）於兩年後將之更名為現時的學名。屬名是以希臘文的「口渴」及「蜥蜴」組成而來。種小名是來自拉丁文的「背部」，意指沙漠鬣蜥背上一排很大的鱗片。沙鬣蜥屬是單型的，即其下只有一個物種。

## 特徵
沙漠鬣蜥是中等身型的蜥蜴，連尾巴長41厘米。牠們呈淡灰褐色至奶白色，兩側及背上有淺褐色的網紋。背部中央有一道稍大的鱗片，這些鱗片向尾巴漸大。在近腳背附近有褐色斑點，而尾巴上的則是斑紋。尾巴一般是身體長度的1.5倍。腹部淡色。於繁殖期間，雄蜥及雌蜥的兩側都會變成粉紅色。

## 棲息地
沙漠鬣蜥主要棲息在矮橡樹生長、乾旱、沙質及低於海拔1000米的環境。牠們也會走到岩石河床。在南部分佈地，牠們會棲息在乾旱的亞熱帶叢林及熱帶落葉林。
沙漠鬣蜥可以抵受高溫。牠們經常攀到叢林間遮蔭或避難。牠們的巢一般是以沙丘造成，有時也會利用敏狐及沙漠陸龜的巢。

## 食性及繁殖
沙漠鬣蜥會於初春交配，相信每年只會生一次蛋，每次生3-8隻蛋。幼蜥會約於9月出生。
沙漠鬣蜥主要是草食性，吃芽、果實及葉子。牠們特別會受矮橡樹的黃花所吸引。也有指牠們會吃昆蟲、糞便及腐屍。
沙漠鬣蜥的天敵是猛禽、狐狸、大家鼠、長尾鼬、一些蛇及人類。

## 外部連結
- 沙漠鬣蜥的相片 （页面存档备份，存于）
- Arizona-Sonora Desert Museum （页面存档备份，存于）
- San Diego Natural History Museum （页面存档备份，存于）